# إيرفان فيو
إيرفان فيو (/ˈɪərfænvjuː/) هو برنامج عارض صور ومحرر ومنظم ومحول للصور لنظام التشغيل مايكروسوفت ويندوز. يمكنه أيضًا تشغيل ملفات الفيديو والصوت، ولديه بعض إمكانيات إنشاء الصور والرسم. إيرفان فيو مجاني للاستخدام غير التجاري؛ أما الاستخدام التجاري فيتطلب تسجيل مدفوع. يتميز بحجمه الصغير، سرعته، سهولة استخدامه، وقدرته على التعامل مع مجموعة واسعة من تنسيقات الملفات الرسومية. تم إصداره لأول مرة في عام 1996.
تم تسمية إيرفان فيو باسم مبتكره، إيرفان شكيلجان، من مدينة يايتسي في البوسنة والهرسك، والذي يعيش حاليًا في فيينا. الإصدار الحالي لإيرفان فيو، إصدار 4.62، يعمل على جميع إصدارات نظام التشغيل ويندوز ابتداءً من ويندوز إكس بي وحتى ويندوز 11. الإصدار 4.44 والإصدارات القديمة كانت متوافقة مع ويندوز 95 وويندوز 98 وويندوز ميلينيوم ويمكن تشغيلها أيضًا في نظام لينكس باستخدام برنامج واين وفي نظام ماك أو إس باستخدام برنامج واين.

## سمات
تم تحسين إيرفان فيو خصيصًا لعرض الصور وأوقات التحميل بسرعة. يدعم عرض وحفظ العديد من أنواع الملفات بما في ذلك صيغ الصور مثل بي إم بي، جي آي إف، جيه بيه إي جي، جيه بيه 2 وجيه بيه إم، بي إن جي، تيف، صيغ الصور الخامة من الكاميرات الرقمية، إي سي دبليو، إي إم إف، إف إس اتش، آي سي أو، بيه سي إكس، بيه بي إم، بي دي اف، بيه جي إم، بيه بيه أم، تي جي ايه، ويب بي، إف إل آي إف و عرض ملفات الوسائط مثل أدوبي فلاش، أوغ فربس، إم بي إي جي، إم بي 3، ميدي، و الملف نصي.
تحرير الصور يتضمن قص الصورة، تغيير حجمها وتدويرها. يمكن تعديل الصور عن طريق تعديل سطوعها وتباينها وتظليلها ومستوى جما التلقائي أو يدويًا، ويمكن تحويل صيغ الصور بين بعضها. يمكن تطبيق العديد من هذه التغييرات على الصور المتعددة في عملية واحدة باستخدام معالجة الدُفعات.
يسمح المكوّن الإضافي لـ إيرفان فيو بدعم عمليات جيه بي جي غير المفقودة: عكس أفقي أو عمودي وتدوير بزوايا تزيد عن 90 درجة، واقتصاص الصورة.

### الإضافات
يستخدم إيرفان فيو المكونات الإضافية للتعامل مع العديد من تنسيقات الصور والفيديو والصوت الإضافية، ولإضافة وظائف اختيارية مثل معالجة الفلاتر أو ميزات البرنامج الأخرى. بفضل مجموعة متنوعة من المكونات الإضافية للتنسيقات، تم توصية البرنامج لعرض تنسيقات الصور الغامضة أو الملفات التالفة التي لا يمكن لبرامج تحرير الصور التجارية قراءتها.

### شريط أدوات محرك البحث
قبل الإصدار 4.41، كانت نسخ المثبت لـ إيرفان فيو تدعم عددًا من أشرطة الأدوات للمتصفحات. قبل الإصدار 4.41، كانت نسخ المثبت لـ إيرفان فيو تدعم عددًا من أشرطة الأدوات للمتصفحات. في الإصدار 4.40، تم تثبيت تطبيق زر أمازون 1 كخيار (الذي كان يُعرف سابقًا بـشريط التصفح الخاص بشركة أمازون).

## استقبال
تمت مراجعة برنامج إيرفان فيو على نحو إيجابي بأنه "جيد حقًا" لسهولة وسرعة عرض وتعديل الصور، مع أدوات التحرير والرسم الخاصة به. أُشير أيضًا في آراء الكتّاب الآخرين إلى قدرة البرنامج على فتح مجموعة واسعة من تنسيقات الصور. في سلسلة من اختبارات جودة الصور التي أُجريت في عام 2004، وبالمقارنة مع ضاغطات الصور التجارية وبرنامج أدوبي فوتوشوب 7، أظهر برنامج إيرفان فيو 3.91 "صورًا أفضل بشكل مستمر من مشفر جيه بيه إي جي لبرنامج أدوبي فوتوشوب بنفس معدل البيانات"، وجودة ضغط جيه بيه إي جي 2000 فيه "تقترب" من أفضل تشفير، جاسبر. وفقًا للموقع الرسمي لبرنامج إيرفان فيو، تم تنزيله أكثر من مليون مرة شهريًا منذ عام 2003. ووفقًا لمراجعة مستقلة في عام 2017، وُصف إيرفان فيو بأنه "سكينة جيب سويسرية" لعارضي الصور.

## مؤلف
تخرج إيرفان شكيلجان من جامعة فيينا للتكنولوجيا. وفي مقابلة أجريت معه في عام 2006، قال شكيلجان البالغ من العمر وقتها 32 عامًا تقريبًا أنه قادر على العيش إلى حد ما من خلال برنامجه، حيث يولد دخلاً عن طريق بيع تراخيص للمستخدمين التجاريين ونسخ خاصة لعملاء مختلفين.

### الشعار/التميمة
وفقاً شكيلجان، فإن شعار وشخصية مرافقة برنامج إيرفان فيو هي "قط قتل على الطرقات" (توجد آثار إطار الاطار عبر الأيقونة الأصغر والأكبر لمستكشف ويندوز، بالإضافة إلى الإصدار لمتجر مايكروسوفت)، لكنه "يحب القطط"، والأيقونة "مزحة" - موقع إيرفان فيو يصوره وهو يحمل قطة منزلية بيضاء.

## روابط خارجية
الموقع رسمي